# Brandan Craig
Brandan Andrew Craig (Filadelfia, Pensilvania, Estados Unidos, 7 de abril de 2004) es un futbolista estadounidense que juega de defensa

## Trayectoria

### Philadelphia Union II
Pasó cuatro años en la Academia del Philadelphia Union y jugó con los equipos sub-12, sub-13, sub-14, sub-15, sub-16-17 y sub-18-19 de la Academia. Debutó en la liga con el Philadelphia Union II el 22 de julio de 2020 entrando como sustituto en el descanso de Issa Rayyan en la derrota por 5-1 en casa ante New York Red Bulls II.

### Philadelphia Union
El 1 de enero de 2021 se incorporó oficialmente a la plantilla del Philadelphia Union de la Major League Soccer.

## Estadísticas

### Clubes
Actualizado al último partido disputado el 14 de junio de 2023.
| Club                                 | Div.          | Temporada     | Liga  | Liga  | Copas nacionales | Copas nacionales | Copas internacionales | Copas internacionales | Total | Total |
| Club                                 | Div.          | Temporada     | Part. | Goles | Part.            | Goles            | Part.                 | Goles                 | Part. | Goles |
| ------------------------------------ | ------------- | ------------- | ----- | ----- | ---------------- | ---------------- | --------------------- | --------------------- | ----- | ----- |
| Philadelphia Union II Estados Unidos | 2.ª           | 2020          | 14    | 1     | —                | —                | —                     | —                     | 14    | 1     |
| Philadelphia Union II Estados Unidos | 3.ª           | 2022          | 18    | 1     | —                | —                | —                     | —                     | 18    | 1     |
| Philadelphia Union II Estados Unidos | 3.ª           | 2023          | 5     | 1     | —                | —                | —                     | —                     | 5     | 1     |
| Philadelphia Union II Estados Unidos | Total club    | Total club    | 37    | 3     | 0                | 0                | 0                     | 0                     | 37    | 3     |
| Philadelphia Union Estados Unidos    | 1.ª           | 2022          | 1     | 0     | 0                | 0                | —                     | —                     | 1     | 0     |
| Philadelphia Union Estados Unidos    | 1.ª           | 2023          | 0     | 0     | 0                | 0                | —                     | —                     | 0     | 0     |
| Philadelphia Union Estados Unidos    | Total club    | Total club    | 1     | 0     | 0                | 0                | 0                     | 0                     | 1     | 0     |
| Total carrera                        | Total carrera | Total carrera | 38    | 3     | 0                | 0                | 0                     | 0                     | 38    | 3     |

## Palmarés

### Títulos internacionales
| Título                           | Equipo                                 | País     | Año  |
| -------------------------------- | -------------------------------------- | -------- | ---- |
| Campeonato Sub-20 de la Concacaf | Selección sub-20 de los Estados Unidos | Honduras | 2022 |